# Рік Юн
У цьому корейському імені прізвище (') стоїть перед особовим ім'ям.
Рік Юн (англ. Rick Yune, кор. 윤성식, нар. 22 серпня 1971, Вашингтон) — американський актор, сценарист, продюсер, майстер бойових мистецтв і колишня модель. Серед його найвідоміших робіт значаться фільми «Засніжені кедри» (1999), «Форсаж» (2001) і «Помри, але не зараз» (2002). Крім того він виконав роль Хайду в телесеріалі Netflix «Марко Поло».

## Рання життя та освіта
Юн народився в Вашингтоні. Він монголо-корейсько-китайського походження. Його прабабуся з боку матері була шанхайської єврейкою з округу Хункоу. Його молодшим братом є актор Карл Юн. Юн навчався в середній школі і коледжі в Сілвер-Спрінг, штат Меріленд. У 1994 році він отримав диплом фінансиста в Вортонській школі бізнесу. Він був одним з перших трейдерів хедж-фондів в S.A.C. Capital Advisors, проте пішов звідти, щоб займатися підприємницькою діяльністю.
Юн практикує багато бойові мистецтва, досягнувши олімпійського стандарту в тхеквондо і будучи серйозним кандидатом в олімпійську збірну США у віці дев'ятнадцяти років. Він змінив написання свого прізвища з "Yun" на "Yune" на догоду Гільдії кіноакторів США.

## Кар'єра
Під час навчання в Вортон Рік Юн працював інтерном в акційних будинках на Уолл-стріт в середині 1992 року. У той час він був відкритий модельним агентом і незабаром став першою азіатсько-американською моделлю, яка брала участь в рекламі Versace і Ralph Lauren's Polo.
Юн дебютував в кіно в 1999 році, зігравши Казуо Міамото, героя японо-американської війни, якого звинувачують у вбивстві шановного рибалки (зіграний Деніелом фон Баргеном) у дружньому співтоваристві, в фільмі Скотта Хікса «Засніжені кедри», адаптації однойменного пост-військового роману Девіда Гатерсона.
Юн зіграв Джонні Трана, безжального лідера в'єтнамської угруповання і суперника персонажа Віна Дизеля, у фільмі 2001 року «Форсаж».
У 2002 році Юн виконав роль бондівського лиходія Цао в фільмі з Пірсом Броснаном і Геллі Беррі «Помри, але не зараз».
Юн з'явився в кліпі групи VS на пісню "Call U Sexy" (2004), а також в кліпі групи SWV на пісню "Someone" (1997), в якому з'явився Шон Комбз.
У 2005 році Юн зіграв в двох епізодів шпигунського телесеріалу ABC «Шпигунка»; він постав у ролі сучасного самурая Казу Тамазакі, якого переслідує героїня Дженніфер Гарнер в Сіднеї. Він також з'явився в гостьових ролях в юридичному драмеді ABC «Юристи Бостона» і кримінальної драми CBS «CSI: Місце злочину».
У 2006 році він взяв участь в озвучуванні відео-ігри Scarface: The World Is Yours, яка заснована на фільмі 1983 «Обличчя зі шрамом» .
Юн став продюсером пригодницького бойовика «П'ята заповідь» (2008), в якому також зіграв одну з головних ролей; його колегами по знімальному майданчику були Кіт Девід і Букем Вудбайн.
У фільмі про бойові мистецтва «Залізний кулак» з Расселом Кроу і Люсі Лью в головних ролях.
У 2013 році Юн зіграв роль лиходія Канга Йонсака в гостросюжетному бойовику «Падіння Олімпу» з Джерардом Батлером.

## Фільмографія
| Рік       |   | Українська назва            | Оригінальна назва           | Роль                                    |
| --------- | - | --------------------------- | --------------------------- | --------------------------------------- |
| 1998      | ф |                             | Nathan Grimm                | актор массовки                          |
| 1999      | ф | Сніг падає на кедри         | Snow Falling on Cedars      | Казуо Міямото                           |
| 2000      | с |                             | Any Day Now                 | Туан (Епізод: "The Dust of Life")       |
| 2001      | ф | Форсаж                      | The Fast and the Furious    | Джонні Тран                             |
| 2001      | ф |                             | The Fence                   | "Щасливчик" Ченг                        |
| 2002      | ф | Помри, але не зараз         | Die Another Day             | Тенг Лінг Цао                           |
| 2005      | с | Шпигунка                    | Alias                       | Казу Тамазакі (2 епізоди)               |
| 2005      | с | Юристи Бостона              | Boston Legal                | Трой Рен (Епізод: "'Til We Meat Again") |
| 2006      | с | CSI: Місце злочину          | CSI                         | Хонг Шинг (Епізод: "Toe Tags")          |
| 2008      | ф |                             | The Fifth Commandment       | Ченс Темплтон                           |
| 2008      | ф | Один у темряві 2            | Alone in the Dark II        | Едвард Карнбі                           |
| 2009      | ф |                             | Beyond Remedy               | доктор Лі                               |
| 2009      | ф | Ніндзя-убивця               | Ninja Assassin              | Такеші                                  |
| 2011      | ф |                             | Remigration                 | Джонатан Парк                           |
| 2011      | ф |                             | China-Town                  | Man                                     |
| 2012      | ф | Людина з залізними кулаками | The Man with the Iron Fists | Зен Ї                                   |
| 2013      | с | Гаваї 5.0                   | Hawaii Five-O               | Хан Чжи Вун (Епізод: "Olelo Pa'a")      |
| 2013      | ф | Падіння Олімпу              | Olympus Has Fallen          | Канґ Йонсак                             |
| 2014—2016 | с | Марко Поло                  | Marco Polo                  | Кайду (15 епізодів)                     |
| 2017      | с | Втеча з в'язниці            | Prison Break                | Джа (6 епізодів)                        |
| 2019      | ф | Аліта: Бойовий ангел        | Alita: Battle Angel         | майстер Клайв Лі                        |
| 2020      | ф | Джіу-джитсу                 | Jiu Jitsu                   | капітан Сенд                            |
| 2023      | ф | Тетріс                      | Tetris                      | Ларрі                                   |
| 2023      | с |                             | Wu-Tang: An American Saga   | Сайрус (Епізод: "Liquid Swords")        |